# Ovidiu Petre
Ovidiu Petre (Bucarest, 22 marzo 1982) è un ex calciatore rumeno, di ruolo centrocampista.

## Caratteristiche tecniche
Centrocampista dotato di ottimi piedi e buona fisicità, gioca prevalentemente nel ruolo di mediano davanti alla difesa.

## Carriera

### Club

#### National Bucarest
Cresce nel settore giovanile del National Bucarest, con cui debutta nella Serie A rumena il 22 aprile 2000 nella sconfitta per 3-2 contro il Rapid Bucarest. Dopo aver trovato poco spazio nelle prime due stagioni, nel 2000 diventa titolare inamovibile del team e l'anno successivo disputa anche una partita di Coppa Uefa, contro l'Heerenveen.

#### Galatasaray
Nel 2003 viene acquistato per un milione di euro dai turchi del Galatasaray, con cui debutta il 13 settembre nella sconfitta di misura contro il Konyaspor. Con la squadra di Istanbul gioca anche quattro partite della fase a gironi della Champions League e una in Coppa Uefa (Contro il Villareal) ma viene spesso condizionato da numerosi infortuni, che ne pregiudicano la stagione; nei due anni in Turchia scende in campo 27 volte, con un gol.

#### Politehnica Timisoara
Nel gennaio 2005 torna dunque in Romania, ingaggiato dalla Politehnica Timișoara, dove rimane per un anno e mezzo, collezionando in tutto 33 presenze e 5 reti.

#### Steaua Bucarest
La svolta della carriera giunge però il 7 settembre 2006, quando viene acquistato, per un milione di euro, dalla Steaua Bucarest. Due giorni dopo fa il suo debutto con la nuova squadra, nella vittoria per 1-0 contro l'Argeș Pitești. Il 2 dicembre giunge anche il suo primo gol con la maglia della Steaua, nel 3-0 contro il suo ex team, la Politehnica Timisoara. Nella stagione 2007-2008 centra anche la sua prima segnatura in Champions League, nella trasferta contro il Siviglia. Dopo la fine del campionato, il commissario tecnico della Nazionale Rumena, Victor Pițurcă, lo convoca per gli imminenti Europei in Austria e Svizzera, ma il 20 maggio 2008 Petre si procura, durante una partita di Beach Volley ad Antalya, una lesione al menisco interno, che di fatto ne pregiudica la partecipazione all'Europeo. Rimane allo Steaua per altre due stagioni, collezionando in tutto 78 presenze e 7 reti in campionato.

#### Al Nassr
Nell'estate 2010 accetta l'offerta di trasferimento del club saudita dell'Al-Nassr, all'epoca allenato da Walter Zenga. Con la maglia del club di Riad segna anche il gol decisivo in un'amichevole contro la Lazio, mentre in campionato è titolare indiscusso, con 16 presenze e 4 gol. Dopo un solo anno in Arabia Saudita, tuttavia, firma la rescissione consensuale del suo contratto, liberandosi a parametro zero.

#### Modena
Dopo aver risolto un contenzioso contrattuale con l'Al-Nassr, il 13 agosto 2011 viene ufficialmente acquistato dal Modena, in Serie B, con cui firma un contratto biennale. Il 21 gennaio 2012 realizza il suo primo gol con i canarini, in occasione del successo in trasferta per 1-0 sul Bari.

#### Ritorno a Timișoara
Dopo aver risolto il contratto con il Modena, si trasferisce a titolo definitivo al ACS Poli Timișoara.

### Nazionale
Petre milita nella Nazionale romena dal 2002 e al momento conta 23 presenze e un unico gol, segnato l'8 giugno 2005 contro l'Armenia nella partita valida per le qualificazioni ai mondiali 2006, terminata poi 3-0 per i rumeni.

## Statistiche

### Cronologia presenze e reti in nazionale
| Cronologia completa delle presenze e delle reti in nazionale ― Romania | Cronologia completa delle presenze e delle reti in nazionale ― Romania | Cronologia completa delle presenze e delle reti in nazionale ― Romania | Cronologia completa delle presenze e delle reti in nazionale ― Romania | Cronologia completa delle presenze e delle reti in nazionale ― Romania | Cronologia completa delle presenze e delle reti in nazionale ― Romania | Cronologia completa delle presenze e delle reti in nazionale ― Romania | Cronologia completa delle presenze e delle reti in nazionale ― Romania |
| Data                                                                   | Città                                                                  | In casa                                                                | Risultato                                                              | Ospiti                                                                 | Competizione                                                           | Reti                                                                   | Note                                                                   |
| ---------------------------------------------------------------------- | ---------------------------------------------------------------------- | ---------------------------------------------------------------------- | ---------------------------------------------------------------------- | ---------------------------------------------------------------------- | ---------------------------------------------------------------------- | ---------------------------------------------------------------------- | ---------------------------------------------------------------------- |
| 17-4-2002                                                              | Bydgoszcz                                                              | Polonia                                                                | 1 – 2                                                                  | Romania                                                                | Amichevole                                                             | -                                                                      | 76’                                                                    |
| 21-8-2002                                                              | Costanza                                                               | Romania                                                                | 0 – 1                                                                  | Grecia                                                                 | Amichevole                                                             | -                                                                      | 84’                                                                    |
| 20-11-2002                                                             | Timișoara                                                              | Romania                                                                | 0 – 1                                                                  | Croazia                                                                | Amichevole                                                             | -                                                                      | 86’                                                                    |
| 13-2-2003                                                              | Limassol                                                               | Romania                                                                | 2 – 4                                                                  | Russia                                                                 | Amichevole                                                             | -                                                                      | 39’ 46’                                                                |
| 18-2-2004                                                              | Larnaca                                                                | Romania                                                                | 3 – 0                                                                  | Georgia                                                                | Amichevole                                                             | -                                                                      | 76’                                                                    |
| 31-3-2004                                                              | Glasgow                                                                | Scozia                                                                 | 1 – 2                                                                  | Romania                                                                | Amichevole                                                             | -                                                                      |                                                                        |
| 28-4-2004                                                              | Bucarest                                                               | Romania                                                                | 5 – 1                                                                  | Germania                                                               | Amichevole                                                             | -                                                                      | 77’                                                                    |
| 27-5-2004                                                              | Dublino                                                                | Irlanda                                                                | 1 – 0                                                                  | Romania                                                                | Amichevole                                                             | -                                                                      | 90+2’                                                                  |
| 24-5-2005                                                              | Bacău                                                                  | Romania                                                                | 2 – 0                                                                  | Moldavia                                                               | Amichevole                                                             | -                                                                      |                                                                        |
| 8-6-2005                                                               | Costanza                                                               | Romania                                                                | 3 – 0                                                                  | Armenia                                                                | Qual. Mondiali 2006                                                    | 1                                                                      |                                                                        |
| 3-9-2005                                                               | Costanza                                                               | Romania                                                                | 2 – 0                                                                  | Rep. Ceca                                                              | Qual. Mondiali 2006                                                    | -                                                                      |                                                                        |
| 8-10-2005                                                              | Helsinki                                                               | Finlandia                                                              | 0 – 1                                                                  | Romania                                                                | Qual. Mondiali 2006                                                    | -                                                                      |                                                                        |
| 1-3-2006                                                               | Bucarest                                                               | Romania                                                                | 2 – 0                                                                  | Slovenia                                                               | Amichevole                                                             | -                                                                      | 83’                                                                    |
| 24-5-2006                                                              | Los Angeles                                                            | Uruguay                                                                | 2 – 0                                                                  | Romania                                                                | Amichevole                                                             | -                                                                      | 61’                                                                    |
| 27-5-2006                                                              | Chicago                                                                | Romania                                                                | 0 – 0                                                                  | Colombia                                                               | Amichevole                                                             | -                                                                      |                                                                        |
| 15-11-2006                                                             | Cadice                                                                 | Spagna                                                                 | 0 – 1                                                                  | Romania                                                                | Amichevole                                                             | -                                                                      |                                                                        |
| 7-2-2007                                                               | Bucarest                                                               | Romania                                                                | 2 – 0                                                                  | Moldavia                                                               | Amichevole                                                             | -                                                                      | 46’                                                                    |
| 8-9-2007                                                               | Minsk                                                                  | Bielorussia                                                            | 1 – 3                                                                  | Romania                                                                | Qual. Euro 2008                                                        | -                                                                      | 81’                                                                    |
| 12-9-2007                                                              | Colonia                                                                | Germania                                                               | 3 – 1                                                                  | Romania                                                                | Amichevole                                                             | -                                                                      | 24’                                                                    |
| 13-10-2007                                                             | Costanza                                                               | Romania                                                                | 1 – 0                                                                  | Paesi Bassi                                                            | Qual. Euro 2008                                                        | -                                                                      |                                                                        |
| 17-10-2007                                                             | Lussemburgo                                                            | Lussemburgo                                                            | 0 – 2                                                                  | Romania                                                                | Qual. Euro 2008                                                        | -                                                                      | 86’                                                                    |
| 17-11-2007                                                             | Sofia                                                                  | Bulgaria                                                               | 1 – 0                                                                  | Romania                                                                | Qual. Euro 2008                                                        | -                                                                      |                                                                        |
| 6-2-2008                                                               | Tel Aviv                                                               | Israele                                                                | 1 – 0                                                                  | Romania                                                                | Amichevole                                                             | -                                                                      | 23’                                                                    |
| 26-3-2008                                                              | Bucarest                                                               | Romania                                                                | 3 – 0                                                                  | Russia                                                                 | Amichevole                                                             | -                                                                      | 35’                                                                    |
| 11-2-2009                                                              | Bucarest                                                               | Romania                                                                | 1 – 2                                                                  | Croazia                                                                | Amichevole                                                             | -                                                                      |                                                                        |
| Totale                                                                 |                                                                        | Presenze                                                               | 25                                                                     |                                                                        | Reti                                                                   | 1                                                                      |                                                                        |

## Palmarès
- Coppa di Turchia: 1

Galatasaray: 2004-2005